# Herbita coctura
Herbita coctura là một loài bướm đêm trong họ Geometridae.